# صندوق جواهر المغيرة
صندوق جواهر المغيرة (بالفرنسية: Pyxide d'al-Mughira)‏ هي صندوق عاجية منقوشة من قطعة واحدة لناب خارجي لحيوان الفيل، صنعت في الأندلس في 968. عثر عليها في مدينة الزهراء الأميرية، وتشكل اليوم إحدى أهم القطع الفنية للفن الإسلامي الأموي من خلال تفاصيلها شديدة الدقة. توجد حاليا في قسم الفن الإسلامي لمتحف اللوفر في باريس.

## التاريخ والأهمية
تم إهداء هذه الصندوق إلى المغيرة، آخر أبناء الخليفة عبد الرحمن الناصر لدين الله وأخ الخليفة الحاكم أنذاك الحكم المستنصر بالله، وذلك من قبل مجموعة الفتيان، وهم الضباط الأشراف في الدولة الأموية في الأندلس، وكان حينها قد بلغ الثامنة عشر من عمره. تحمل الصندوق رسالة تدعو إلى « استلام وقطف » السلطة، وهو ما تمثله النقوشات والزخارف الموجودة عليها، وكانت تلك غاية المجموعة التي أهدتها له.

عام 968، وبما أن الخليفة الحاكم، الحكم المستنصر بالله وهو الأخ البكر للمغيرة، أصبح متقدماً في السن ومريضاً، كما أنه لم يكن لديه إلا ابناً يبلغ من العمر أربع سنوات حيث لم يكن باستطاعته أن يخلفه، وحده المغيرة كان في سن الرشد وكان يملك المؤهلات التي تخوله استلام الحكم. عند وفاة الحكم المستنصر بالله، بعد سبع سنوات في 976، تم تعيين هشام المؤيد بالله وهو في الحادية عشرة من عمره، خليفة بفضل تدخل والدته صبح البشكنجية والوزير المفضل لديها، المنصور بن أبي عامر (الذي استولى على الحكم) بعد أن تم اغتيال المغيرة وحلفائه.

## الوصف
تم زخرفة هذه الصندوق بدقة شديدة وإتقان كبير، حيث يبلغ عمق الزخارف 1.5 سم بينما يبلغ سُمك الصندوق 1.8 سم. يتكون بدن الصندوق من أربعة ميداليات متعددة الفصوص تحتوي على مشاهد تصويرية وحيوانية وزخارف نباتية مختلفة. في أسفل الغطاء توجد كتابات عربية بالخط الكوفي، ذكر فيها اسم المغيرة، آخر أبناء الخليفة عبد الرحمن الناصر لدين الله. 

غالبا ما نظمت المشاهد بشكل متناظر:
- القلادة الأولى: أسد يهاجم ثورين، وهي صورة ترمز إلى الانتصار الذي كان الأخمينيون في بلاد فارس ينسبونه إلى الشمس في اعتدال الربيع.
- القلادة الثانية: تحمل صورة شخصين يجمعان البيض من عشش الصقور، وهي صورة تلمح إلى البحث عن السيادة حيث كان يطلق على الأمويين في إسبانيا لقب «صقور قريش»، كما كانت قرطبة تشبَّه أحياناً بالبيضة.
- القلادة الثالثة: تصور صيادَين على الجياد، يقطفان البلح من أشجار النخيل (تدل على الشرق وترمز إلى منفى الأمويين).
- القلادة الرابعة: أميرين شابين متربعين يعزفان على العود، الأول يحمل حنجوراً والخيزرانة المجدولة الخاصة بالأمويين والآخر يحمل مروحة شبيهة بالقرص.

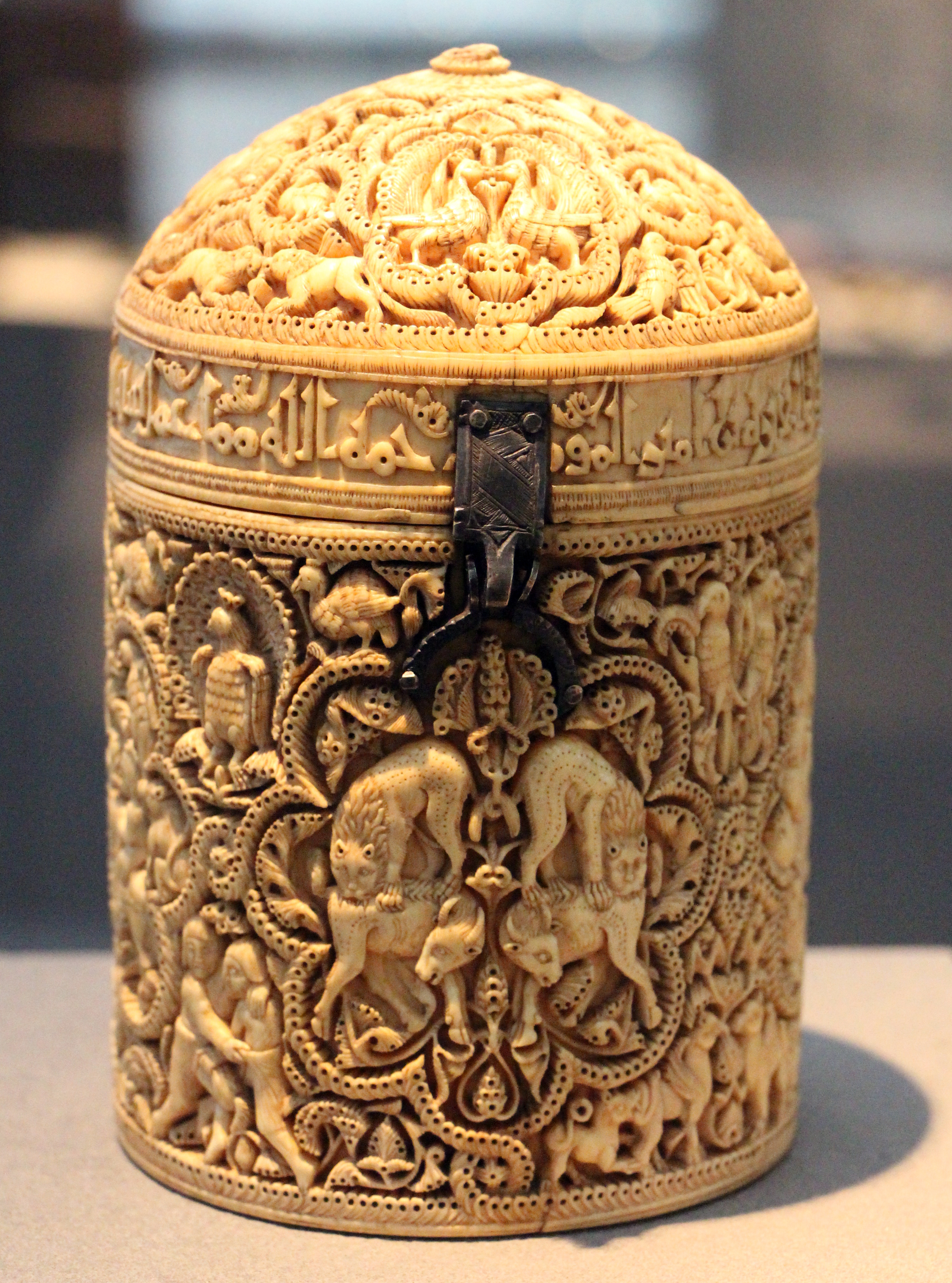
القلادة الأولى
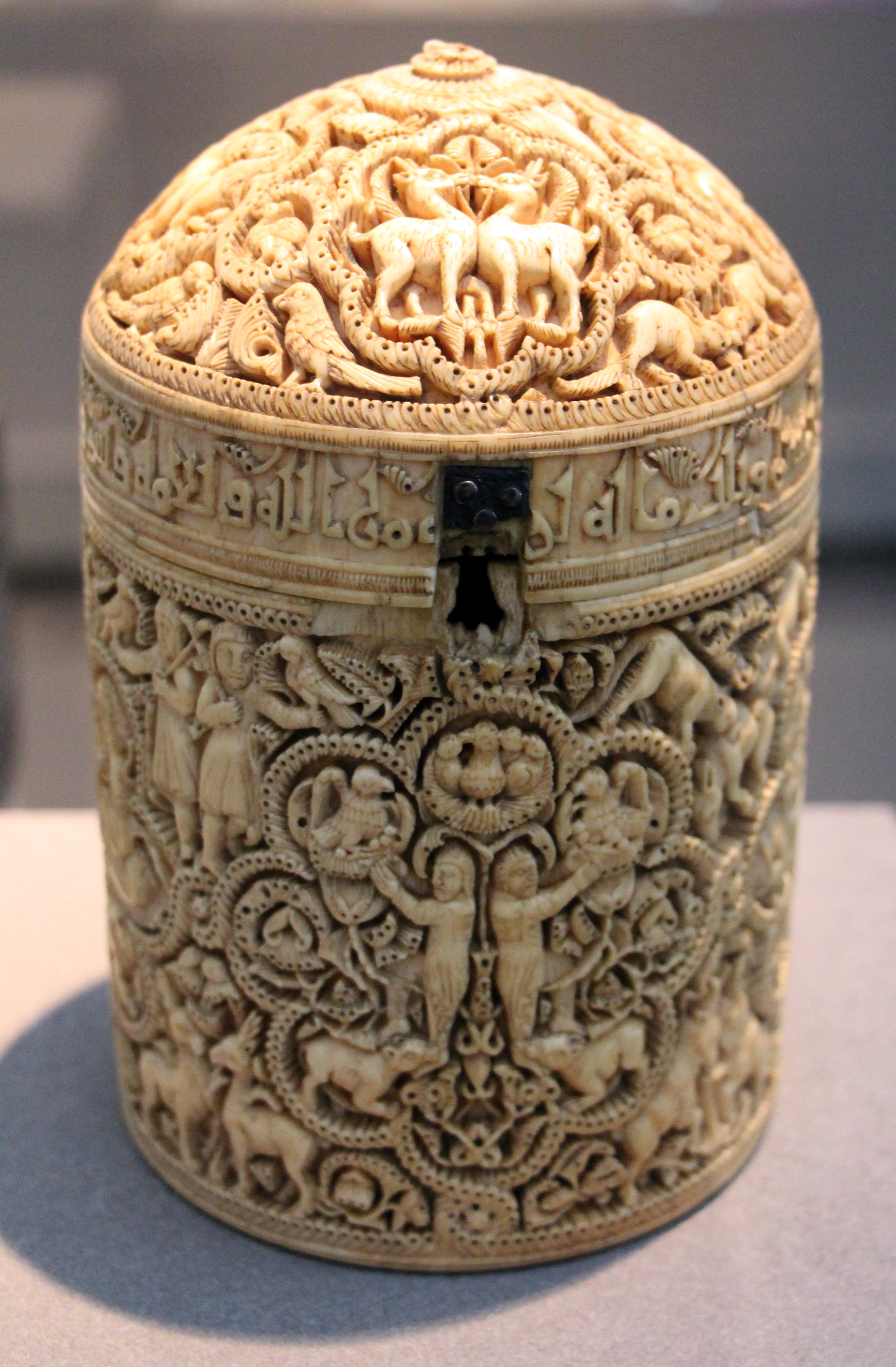
القلادة الثانية
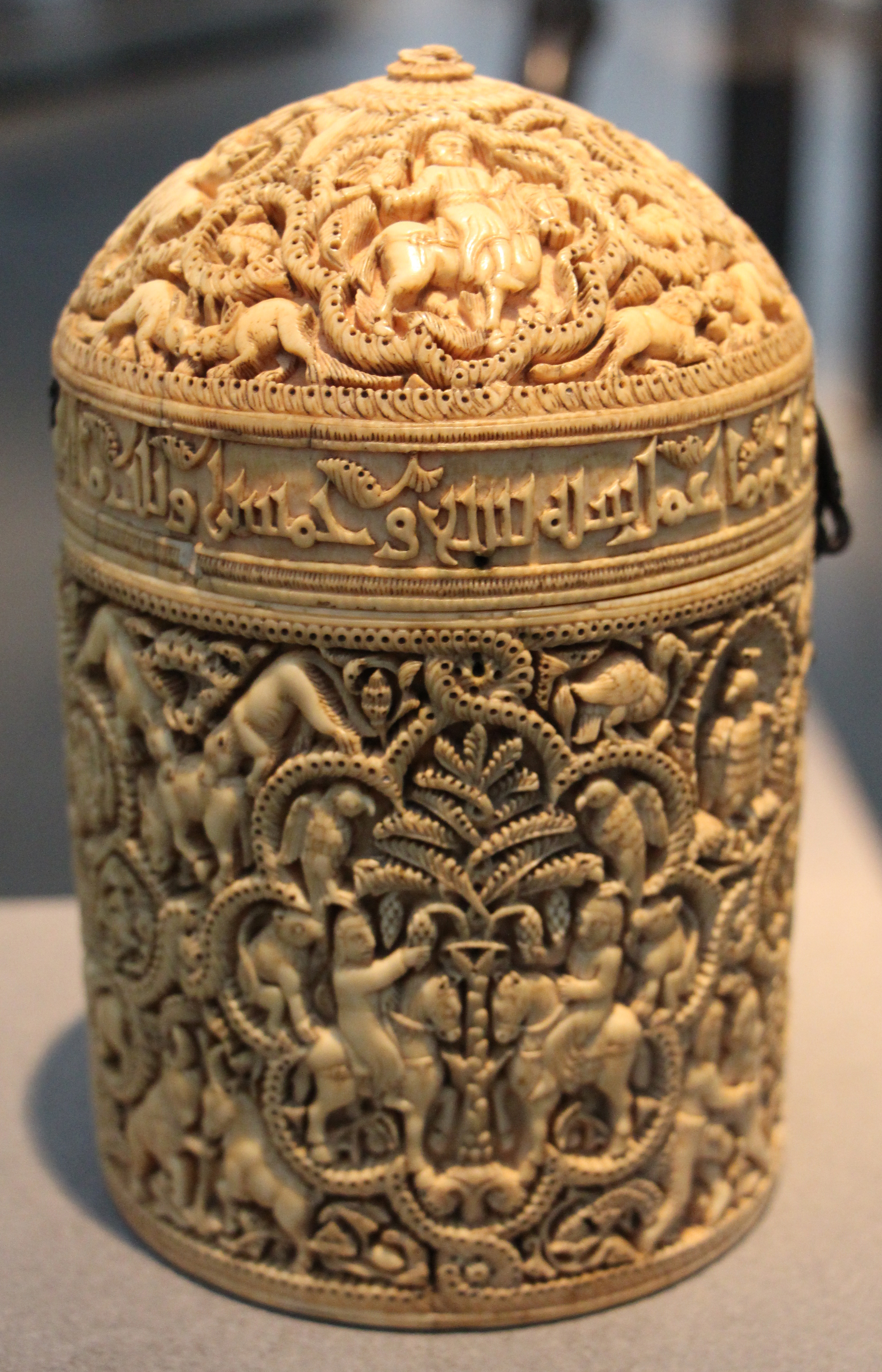
القلادة الثالثة
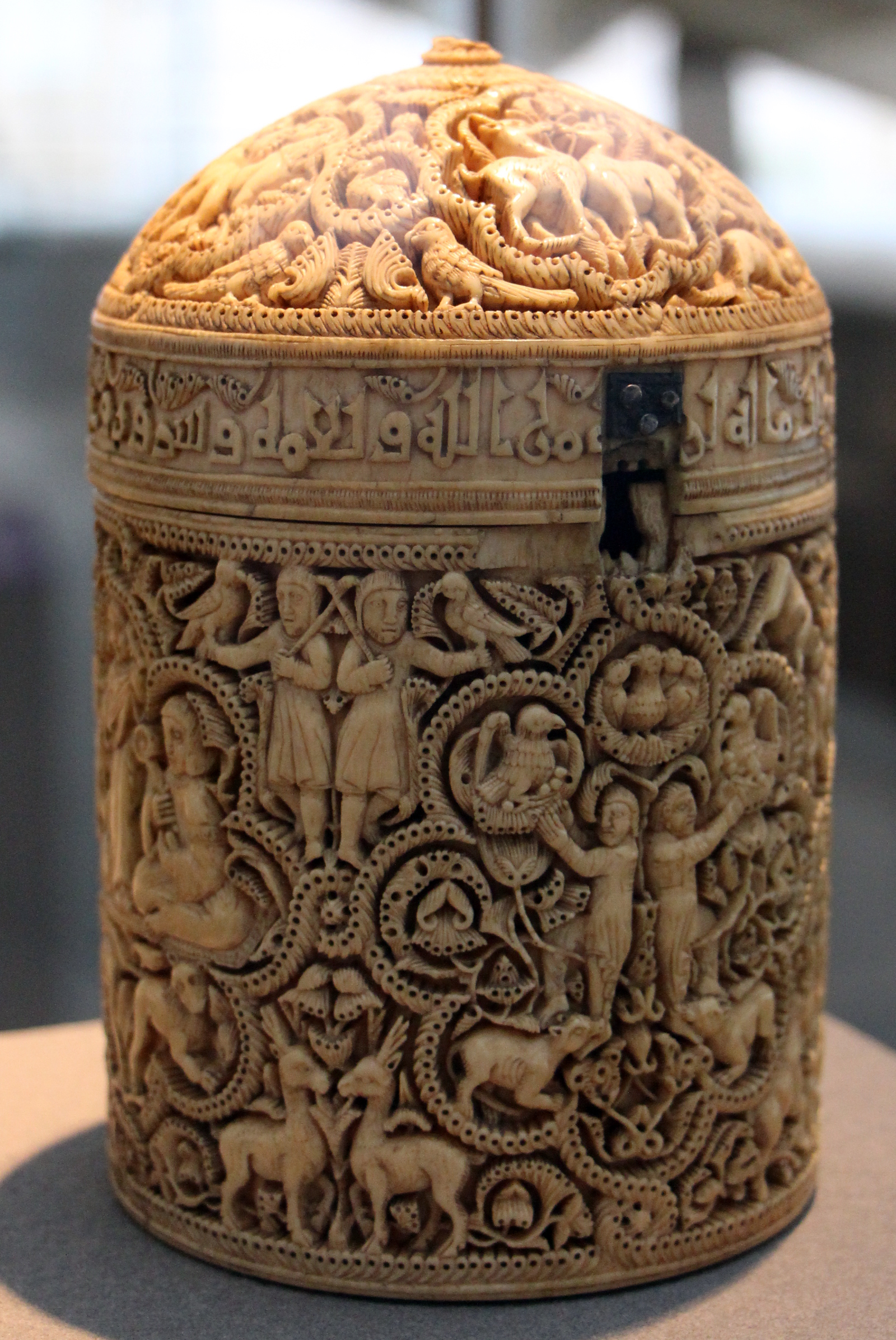
القلادة الرابعة

## مقالات ذات صلة
- صندوق جواهر صبح البشكنجية
- الدولة الأموية في الأندلس

## روابط خارجية
- صندوق جواهر المغيرة على موقع متحف اللوفر.